# Qaṣabah al-Karak
Qaṣabah al-Karak este un district în Guvernoratul Karak, Iordania.